# محمد جوفين
محمد جوفين (بالتركية: Mehmet Güven)‏ (30 يوليو 1987 في تركيا - ) هو لاعب كرة قدم تركي في مركز الوسط. شارك مع منتخب تركيا تحت 16 سنة لكرة القدم ومنتخب تركيا تحت 17 سنة لكرة القدم ومنتخب تركيا تحت 18 سنة لكرة القدم ومنتخب تركيا تحت 19 سنة لكرة القدم ومنتخب تركيا تحت 20 سنة لكرة القدم ومنتخب تركيا تحت 21 سنة لكرة القدم ومنتخب تركيا ب لكرة القدم ‏. أما مع النوادي، فقد لعب مع إسكيشهرسبور وعثمانلي سبور وغلطة سراي وقونيا سبور ومانيساسبور.

## وصلات خارجية
- محمد جوفين على موقع اتحاد تركيا (لاعب) (الإنجليزية)
- محمد جوفين على موقع قاعدة بيانات كرة القدم.إي يو (الإنجليزية)
- محمد جوفين على موقع Soccerway.com (الإنجليزية)
- محمد جوفين على موقع عالم كرة القدم.نت (الإنجليزية)
- محمد جوفين على موقع AS.com (الإسبانية)